# Hemiceras castanea
Hemiceras castanea är en fjärilsart som beskrevs av Paul Dognin 1914. Hemiceras castanea ingår i släktet Hemiceras och familjen tandspinnare. Inga underarter finns listade i Catalogue of Life.